# Ferrożel
Ferrożel (hydrożel magnetyczny) – materiał składający się z miękkiej matrycy polimerowej oraz cząstek wypełniacza magnetycznego. Jest to inteligentny materiał, który reaguje na pole magnetyczne.
Polimeryczne materiały kompozytowe zawierające materiał magnetyczny dzieli się na ferrożele oraz magnetoreologiczne elastomery.

## Właściwości
Ferrożele charakteryzują się niską sztywnością mechaniczną i najczęściej izotropowym rozkładem wypełniacza, a reagują one na bodźce magnetyczne silnym odkształceniem. Może to być: wydłużenie, skręcanie, rotacja, zginanie bądź zwijanie. Odkształcenia mogą sięgać nawet 40%, co zachodzi pod wpływem nierównomiernego pola magnetycznego. W jednolitym polu magnetycznym również są obserwowane.
Ferrożele są materiałami heterogenicznymi – należą do ogólnej grupy materiałów miękkich, które nazywane są koloidami magnetycznymi. Koloidy magnetyczne cechuje głównie inteligentna natura, ponieważ działanie zewnętrznego pola magnetycznego może kontrolować ich właściwości makroskopowe. W zależności od fazy ciągłej, w jakiej rozproszone są cząstki metalu, można je podzielić na dwa rodzaje: zawiesiny magnetyczne oraz magnetopolimery. W pierwszej grupie fazą ciągłą jest roztwór wodny bądź olej. W drugiej zaś grupie (magnetopolimerów) cząstki magnetyczne rozproszone są w bardzo elastycznej, suchej sieci polimerowej, czyli elastomerze (np. w kauczuku syntetycznym). W elastomerach magnetycznych moduły Younga oraz moduły ścinania (czyli właściwości mechaniczne) można łatwo zmieniać poprzez przyłożenie zewnętrznego pola magnetycznego. Fazą ciągłą może być również miękki lepkosprężysty żel zbudowany z łańcuchów polimerowych, które są rozciągnięte w oleju czy roztworze wodnym.

## Zastosowanie
Połączenie właściwości magnetycznych z unikalnymi właściwościami hydrożeli znajduje szerokie spektrum zastosowań w celu rozwiązania problemów w różnych dziedzinach.
Medycyna:
- Ukierunkowane dostarczanie leków: ferrożele mogą być stosowane do transportu leków do określonych miejsc w organizmie za pomocą pola magnetycznego, co pozwala na zwiększenie skuteczności leczenia i zmniejszenie skutków ubocznych.
- Separacja komórek: właściwości magnetyczne ferrożeli umożliwiają separację komórek z mieszanin, co ma zastosowanie w badaniach biomedycznych i inżynierii tkankowej.
- Hipertermia magnetyczna: ferrożele mogą być ogrzewane za pomocą pola magnetycznego, co pozwala na ich wykorzystanie w leczeniu nowotworów i innych schorzeń[9].

Inżynieria:
- Sensory i aktuatory: ferrożele mogą być stosowane do budowy sensorów i aktuatorów, które reagują na pole magnetyczne. Zastosowania obejmują robotykę miękką, protezy i urządzenia biomedyczne[11].
- Druk 3D: ferrożele mogą być drukowane 3D w celu tworzenia trójwymiarowych struktur o zdefiniowanych właściwościach magnetycznych i mechanicznych[12].
- Materiały samonaprawiające się: ferrożele mogą być wykorzystywane do tworzenia materiałów, które mogą autonomicznie naprawiać uszkodzenia pod wpływem pola magnetycznego[13].
- Kosmetyki: ferrożele mogą być stosowane w produktach kosmetycznych w celu dostarczania składników aktywnych do skóry i poprawy wchłaniania[14].
- Urządzenia magnetoreologiczne: ferrożele mogą być stosowane w urządzeniach magnetoreologicznych, które zmieniają swoją lepkość pod wpływem pola magnetycznego. Zastosowania obejmują amortyzatory i systemy kontroli hałasu[15].

Inne
- Sztuczne mięśnie: ferrożele mogą być stosowane do budowy sztucznych mięśni, które mogą kurczyć się i rozluźniać pod wpływem pola magnetycznego. Zastosowania obejmują robotykę miękką i protezy[16].
- Magnestofoniczne filtry: ferrożele mogą być stosowane do budowy magnestofonicznych filtrów, które usuwają zanieczyszczenia z cieczy za pomocą wibracji pola magnetycznego. Zastosowania obejmują oczyszczanie wody i uzdatnianie żywności[17].
- Magnestofoniczne czujniki: ferrożele mogą być stosowane do budowy magnestofonicznych czujników, które wykrywają wibracje i inne zmiany pola magnetycznego. Zastosowania obejmują monitorowanie infrastruktury i wykrywanie pęknięć[18].